# Konzentrationspolarisation

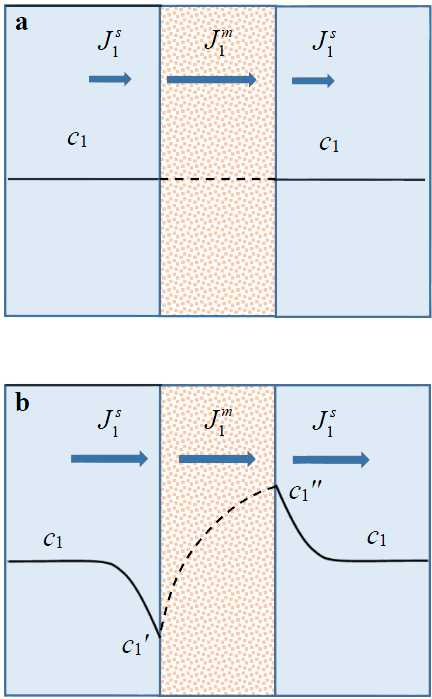
Flux- und Konzentrationsprofile in der Membran und der umgebenden Lösung. In Teil a wird dem sich ursprünglich im Gleichgewicht befindenden System eine Triebkraft (Druckdifferenz, Konzentrationsunterschied …) auferlegt: Durch die Selektivität der Membran ist der Flux des Stoffes 1 in der Membran höher als sein Flux in der Lösung davor und dahinter. Ein höherer Flux in der Membran erzeugt das Konzentrationsgefälle, welches in Teil b dargestellt ist. Dieses Konzentrationsgefälle sorgt für einen diffusiven Stofftransport in der Membran entgegen der Triebkraft und an der Membran (in der Grenzschicht) in Richtung des Fluxes, sodass sich ein stationärer Zustand einstellen kann, bei dem der Flux überall gleich ist:.

Der Begriff Konzentrationspolarisation bezeichnet in der Filter- und Membrantechnik die Ausbildung einer Grenzschicht an der Membran während des Filtrationsvorgangs. Dieses Konzentrationsgefälle wird von Makromolekülen gebildet, die die Membran nicht passieren können. Tritt während einer Filtration Konzentrationspolarisation auf, so macht sich dies durch einen reduzierten Transmembranfluss (Flux) bemerkbar. Dieser Effekt ist reversibel – wird die Membran gewaschen, so kann der ursprüngliche Flux nahezu wiederhergestellt werden. Wird an die Membran ein Querstrom (Tangentialflussfiltration) angelegt, so minimiert das die Konzentrationspolarisation.

## Ursachen und Wirkung
Betrachtet wird ein Stoff, der sich im Feed (Zulauf einer Membranfiltration oder eines Membranmoduls zur Wasseraufbereitung) befindet und für den die Membran undurchlässig ist: Durch den Fluss wird der Stoff konvektiv zur Membran transportiert und sammelt sich an ihr an. Die Konzentration dieses Stoffes an der Membran würde sich bei ausschließlich konvektivem Transport stetig erhöhen. Da der so entstandene Konzentrationsgradient als Triebkraft eines diffusiven Rücktransports des Stoffs von der Membran weg wirkt, entsteht eine Grenzschicht an der Membran in der sich ein stationärer Konzentrationsgradient einstellt.
Konzentrationspolarisation führt zu Flussabfall und einer reduzierten Selektivität der Membran.